# 腹通谷穴
腹通谷穴（はらのつうこくけつ）は、足の少陰腎経に属す20番目の経穴である。本来は「通谷」といい、一般にもそう呼ばれているが、足の太陽膀胱経に同名の経穴があるため、それと区別するために「腹通谷」と呼ばれている。

## 部位
肓兪穴の上5寸で上脘穴の外5分に取穴する。

## 名前の由来
足にある通は貫く、谷は水穀が流れるくぼみを意味していることから名づけられた。

## 効能
胃腸障害、通過障害、慢性胃炎、消化不良、喘息、咳嗽に使われる。